# Червеняк червоногорлий
Червеня́к червоногорлий (Chamaetylas poliophrys) — вид горобцеподібних птахів родини мухоловкових (Muscicapidae). Мешкає в регіоні Африканських Великих озер.

## Підвиди
Виділяють два підвиди:
- C. p. poliophrys (Sharpe, 1902) — північний схід і схід ДР Конго, захід Уганди, Бурунді і Руанди;
- C. p. kaboboensis (Prigogine, 1957) — гора Кабобо (схід ДР Конго).

## Поширення і екологія
Червоногорлі червеняки мешкають в Демократичній Республіці Конго, Уганді, Руанді і Бурунді. Вони живуть в гірських лісах Альбертінського рифту. Зустрічаються на висоті від 1300 до 3000 м над рівнем моря.